# Російський дипломат Гур'єв
«Російський дипломат Гур'єв» — портрет пензля французького художника Жана Огюста Домініка Енгра.

## Відомості про модель
До характерних зразків мистецтва Енгра належить і портрет дипломата Російської імперії графа Гур'єва.
Миколай Дмитрович Гур'єв (1792 — 1849) був учасником війни 1812 р. з Наполеоном І, але нічим не відзначився. Пізніше він обрав дипломатичну кар'єру.

## Опис твору
Гострий зір Енгра, ймовірно, досить рано помітив невиразність зовнішнього вигляду моделі, його посередність. Не забували обидві сторони і про те, що нещодавно були ворогами у війні 1812–1814 років. Але дипломатичний Гур'єв був стриманим, а художник-француз, що портретував російського аристократа, був зовнішньо ввічливим і чемним.
Про італійське перебування графа в той час нагадує й гірський пейзаж з італійськими соснами-пініями в далині. Аби трохи додати значущості невиразній особі портретованого, Енгр подав його в спокійній позі з романтично накинутим плащем. Червонувата підкладка плаща контрастувала з синіми фарбами неба і самого плаща. Вони — найяскравіщі фрагменти портрету, що має риси портрету парадного, гідного прикрасити розкішний кабінет власника.

## Провенанс
Полотно довго зберігалось в приватних збірках. Лише 1922 року його отримав з приватної колекції Ермітаж. Протягом 20 століття твір був єдиним зразком портретного живопису художника Енгра в музейній збірці Ермітажу.